# 欲望を叫べ!!!!
「欲望を叫べ!!!!」（よくぼうをさけべ）は、OKAMOTO'Sの1枚目のシングル。2011年8月3日にAriola Japan（Sony Music Entertainment）から発売された。

## 概要
OKAMOTO'Sのメジャー初シングル。表題曲はテレビ東京系アニメ「NARUTO -ナルト- 疾風伝」のエンディングテーマに起用された。カップリングの「Future Eve」と共に、同年リリースされたアルバム「欲望」に収録。

## 収録曲

### 期間生産限定盤
1. 欲望を叫べ!!!! [3:43]
(作詞：オカモトショウ / 作曲：OKAMOTO'S / 編曲：OKAMOTO'S)
  -     - テレビ東京系アニメ「NARUTO -ナルト- 疾風伝」エンディングテーマ、映画「炎の中忍試験! ナルトvs木ノ葉丸!!」主題歌。オカモト・コウキは「みんなでセッションして作り上げた部分が大きい。春ツアーと並行して作ったため、ライブ感や演奏力の向上がどんどんセッションにも反映されていった。この曲で、バンドを作り上げていくスタイルが完成した」[2]。
2. Future Eve [3:53]
(作詞：オカモトショウ / 作曲：オカモトコウキ / 編曲：OKAMOTO'S)
  -     - テレビ東京系アニメ「NARUTO -ナルト- 少年編」オープニングテーマ。2011年3月11日に発生した東日本大震災でツアーが延期になり、立ち止まって周りを見渡してみると、音楽で勇気と希望を持ってもらいたいと思い、制作に至ったという。アルバム「欲望」では最後に完成した楽曲。ハマ・オカモトは「僕ら流のポップな曲の完成形が作れた」と話している[2]。
3. 欲望を叫べ!!!! (アニメsize version) [1:31]
4. Future Eve (アニメsize version) [1:37]
5. 欲望を叫べ!!!! (instrumental) [3:43]
6. Future Eve (instrumental) [3:53]

### 通常盤
1. 欲望を叫べ!!!! [3:43]
2. Future Eve [3:53]
3. Live at LIQUIDROOM 20110422 (Live Tour 2010-2011"Bring The BEAT! Bring The NOISE!") [27:47]
4. Stomp Feet Stomp
5. Baby Don't Stop
6. 笑って笑って
7. Beek
8. マダラ
9. The "M" Song
10. Run Run Run